# Поляновський Макс Леонідович
Поляно́вський Ма́кс Леоні́дович (1901—1977) — радянський письменник і журналіст українського єврейського походження, лавреат Сталінської премії (1951).

## Життєпис
Народився 27 червня (10 липня) 1901 року в місті Одеса в єврейській родині. Батько був фотографом, у різні роки мав фотоательє в Баку, Одесі, Голті.
Дитячі роки провів у селі Голта Ананьївського повіту Херсонської губернії. Навчався у підготовчому класі приватного комерційного училища А. П. Климової в Голті, звідки був виключений через несплату за навчання. У 1911 році разом з родиною переїхав до Одеси.
З 1920 року працював у Мелітополі, де спільно з художником-авангардистом О. Тишлером займався випуском агітаційних плакатів «Вікна РОСТА».
У 1922—1924 проходив військову службу У ВМФ СРСР.
З 1924 мешкає в Одесі, працює в редакції газети «Моряк», де одночасно з ним друкуються Ісак Бабель, Едуард Багрицький, Ілля Ільф, К. Паустовський, Є. Петров.
У 1926 виїздить на Далекий Схід, працює у хабаровській крайовій газеті «Тихоокеанская звезда», а з лютого 1927 року — штатний працівник благовіщенської газети «Амурская правда». У 1928 році здійснив подорож на Сахалін.
З 1928 живе і працює в Москві. Займається письменницькою діяльністю, друкується у центральних виданнях.
З початком німецько-радянської війни у жовтні 1941 року добровольцем йде на фронт. Технік-інтендант І рангу М. Поляновський працює в газеті Волховського фронту, потім — письменником газети «Гвардейский удар» 6-го гвардійського стрілецького корпусу 1-ї гвардійської армії. Член ВКП(б) з 1944 року. Закінчив війну гвардії капітаном, спецкором редакції газети «В бой за Родину» 1-го гвардійського механізованого корпусу.
У повоєнні роки повертається до письменницької діяльності.
Жив у Москві. Помер у 1977. Похований на Передєлкінському цвинтарі.

## Творчість
Літературну діяльність розпочав ще в гімназичні роки. Своє перше оповідання, надруковане в дитячій газеті в Одесі підписав псевдонімом «Голтянець». Складав сатиричні куплети і пісні.
Основним виконавцем пісень і куплетів, створених М. Поляновським був Володимир Кораллі. Саме виконання куплетів Поляновського зробило Кораллі відомим далеко за межами Одеси й призвело до скандалу: в роки німецької окупації України куплети «Хай беруть, хай везуть!» були заборонені німецькою окупаційною владою, сам Кораллі та його мати були заарештовані і допитані, а одеський театр мініатюр «Зелений папуга», де вони виконувались, було закрито:
|  | По дороге немцы шли, Ну и в гости к нам зашли. Хлеб и сахар берут И с собою везут... Як товарообмен начнут, К нам с Берлина привезут Папетри, духи и соду, И слабительную воду... |

У 1929 році ним написано і видано друком книгу «В край Удехе», яка оповідає про далекосхідну кіноекспедицію режисера О. Литвинова й зйомки ним документальних фільмів «Нетрями Уссурійського краю» та «Лісові люди». Через два роки М. Поляновський у співавторстві з О. Литвиновим написав книгу «Стрибок через століття» про подорож Камчаткою. Подорож Сахаліном у 1928 році надихнула Полянецького на написання книги «Сахалін після Чехова і Дорошевича».
В роки німецько-радянської війни М. Поляновський під псевдонімом «М. Поль» став автором гострих бойових фейлетонів, сатиричних віршів і частівок, що висміювали ворога.
М. Поляновський є автором низки книг для дітей та юнацтва: «Двічі Тетяна», «Доля запасного гвардійця», «З абеткою у гіляків», «Серед трьох морів», «На далекій окраїні», «Тропічний рейс», «Подорож у жаркі країни», «Слідами фронтового щоденника. Мої угорські знайомства», «Маяковський — кіноактор» та інших.
У співавторстві з письменником Львом Кассілем у 1949 році написав повість «Вулиця молодшого сина» (про піонера-героя Володю Дубініна), яка у 1951 році була удостоєна Сталінської премії. Після цього разом вони написали ще кілька книг для дітей та юнацтва: «Друзі-піонери», «Чесне піонерське», «Так було».

## Нагороди і почесні звання
Нагороджений орденами Вітчизняної війни 2-го ступеня (10.10.1945), Червоної Зірки (23.01.1943), медалями.
У 1951 році за повість «Вулиця молодшого сина», написану спільно з Л. Кассілем, удостоєний Сталінської премії 3-го ступеня.

## Пам'ять
Максу Поляновському присвятив свій вірш поет Самуїл Маршак:
|  | Я и не думал, что заране В своих стихах предугадал Вот эту сцену, что в Иране Макс Поляновский наблюдал. Одно я думаю в тревоге: Иранский всадник так тяжел, Что навсегда протянет ноги К земле придавленный осел. Внучок скорей с ослом поладит, Пускай он будет седоком... Но лучше, если ослик сядет На шею дедушке верхом! |